# 半日花烷
半日花烷是一种有机化合物，分子式C20H38，带有十氢化萘结构，是许多天然二萜的结构骨架。
一些在植物中存在的化合物具有半日花烷的母体结构，如降钙素E、villosum三醇、12-表villosum三醇等。